# Use Your Illusion II (DVD)
Use Your Illusion II è un video live/DVD dei Guns N' Roses. Registrato live a Tokyo, Giappone, nel 1999 durante l'Use Your Illusion Tour, il DVD contiene la seconda parte del concerto, mentre la prima era stata pubblicata nel video Use Your Illusion I.

## Tracce
1. "Introduction"
2. "You Could Be Mine"
3. "Drum Solo & Guitar Solo"
4. "Theme From "The Godfather""
5. "Sweet Child O' Mine"
6. "So Fine"
7. "Rocket Queen" (w/ It Tastes Good, Don't It?)
8. "Move To The City"
9. "Knockin' on Heaven's Door"
10. "Estranged"
11. "Paradise City"